# Goldene Meile

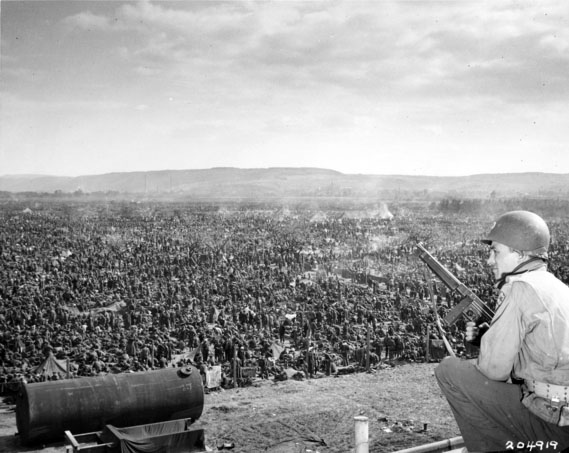
Het kamp Goldene Meile bij Remagen

De Goldene Meile was in 1945 een geallieerd krijgsgevangenenkamp bij de Duits plaats Remagen (Rijnland-Palts). Het kamp werd vernoemd naar een op de linker kant van de Rijn liggende vruchtbare vlakte tussen Bad Breisig en Remagen.

## Geschiedenis
Tegen het einde van de Tweede Wereldoorlog legden de Amerikanen langs de Rijn meerdere kampen aan voor gevangengenomen Duitse Wehrmacht-soldaten. Bij de verovering van het Rijnland werden 250.000 Wehrmacht-soldaten gevangengenomen en daar kwamen na de verovering van het Ruhrgebied nog eens 325.000 gevangenen bij. Vanaf het midden van april 1945 werden er rond 660.000 soldaten in deze zogenaamde Rheinwiesenlager vastgehouden. De Goldene Meile was een van deze kampen.

## Het kamp Goldene Meile

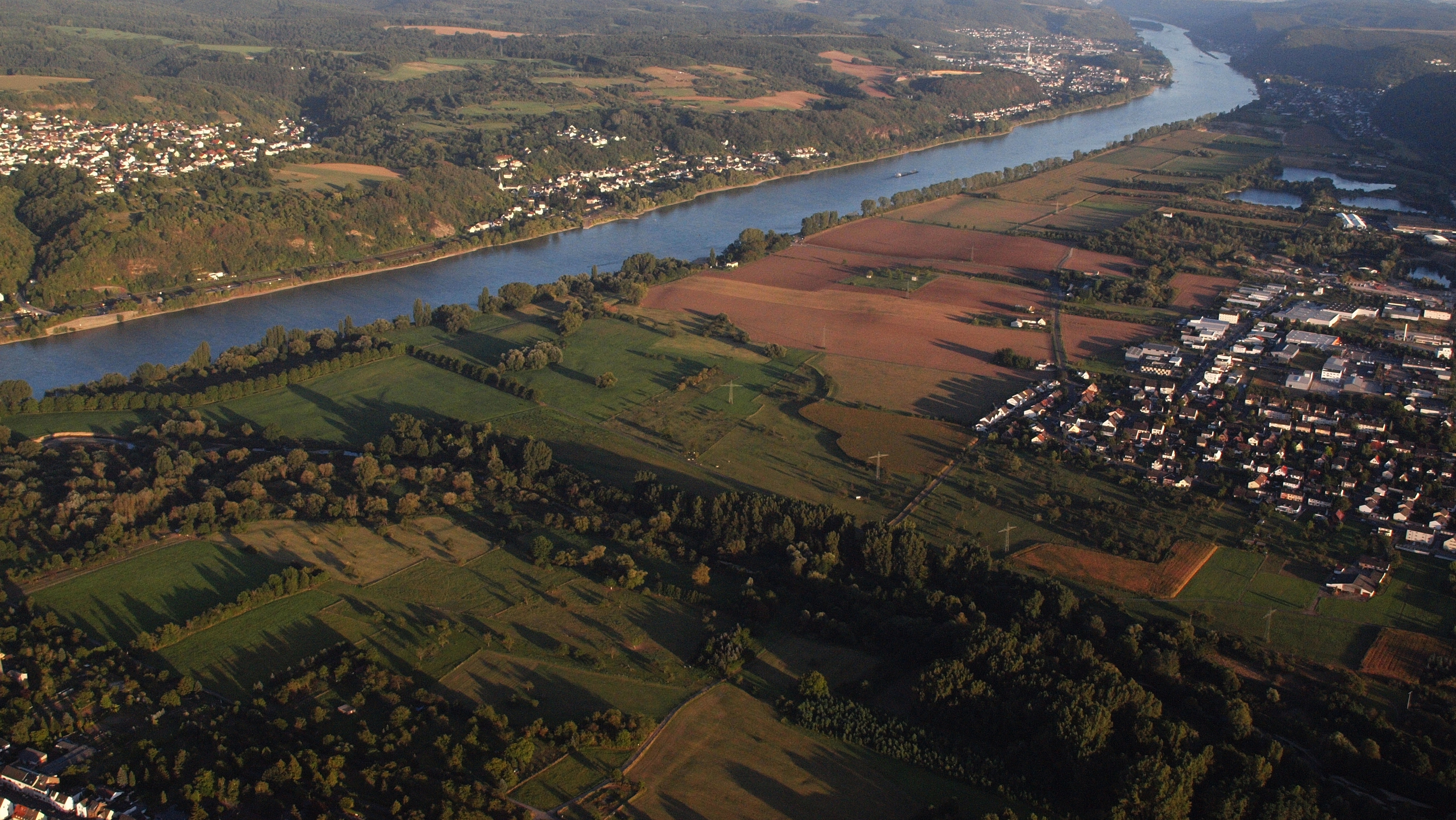
De Goldene Meile

Het kamp lag in het gebied van Remagen tot Niederbreisig. Op 8 mei 1945 verbleven er 253.000 gevangenen in het voor een groot deel door de gevangenen zelf aangelegde kamp. Een hekwerk met prikkeldraad omsloot het terrein, dat in twee delen was opgedeeld. Het ene deel van het kamp behoorde tot Remagen, het andere deel tot Sinzig. Beide kampen werden in het oosten door de Rijn en in het westen door een spoorlijn afgebakend.
Binnen de kampen werden met prikkeldraad cages van elkaar gescheiden, waarbinnen gevangenen in 50- 100- en 1000-tallen werden vastgehouden.

## Verzorging en voorzieningen
De verzorging en de voorzieningen van de gevangenen waren zeker in het begin extreem gebrekkig. Er waren geen houten barakken of andere onderkomens en evenmin sanitaire voorzieningen. Slechts enkele soldaten mochten hun jassen of mantels behouden, de rest had geen enkele bescherming tegen het gure aprilweer met veelvuldige regenval. Om beschutting tegen het weer te zoeken groeven sommige gevangenen op primitieve wijze gaten in de grond. Eén keer per dag kregen de gevangenen te eten, hetgeen in het begin amper genoeg was om te kunnen overleven. Ook de drinkwatervoorziening was problematisch: uren moest men in de rij staan voor een beetje sterk gechloreerd Rijnwater.

## Opheffing van het kamp
Op 11 juli 1945 werd het kamp overgenomen door de Fransen, die het vervolgens op 20 juli ophieven. Veel van de nog in het kamp verblijvende gevangenen werden overgebracht naar andere kampen of naar Frankrijk en werden pas één tot twee jaar later ontslagen. In de periode dat het kamp bestond stierven circa 1.200 gevangenen aan dysenterie, ondervoeding en uitputting. Enkelen werden bovendien bij een vluchtpoging doodgeschoten.

## Herinneringen
Aan de kampen herinneren tegenwoordig de Kapel van de Zwarte Madonna in Remagen, een bescheiden herdenkingsmonument in Sinzig, het oorlogskerkhof in Bad Bodendorf en een permanente tentoonstelling in het Vredesmuseum Brug van Remagen.